# Певцов, Аггей Степанович
Агге́й Степа́нович Певцо́в (1773—1812) — русский военный деятель, генерал-лейтенант.

## Биография
Родился в 1773 году в дворянской православной семье.
В 1788 году поступил на военную службу подпрапорщиком в Батальоне Его Высочества, составлявший в то время всю пехоту Гатчинских войск великого князя Павла Петровича. 4 марта 1792 года Певцов был произведён в подпоручики, в 1796 году получил чин майора. С вступлением на престол императора Павла I, гатчинские войска за верную службу государю поступили в состав разных гвардейских полков; Аггей Певцов был зачислен 8 ноября 1796 года подполковником в лейб-гвардии Семёновский полк, куда одновременно с ним полковником был назначен великий князь Александр Павлович.
Произведённый 11 января 1797 года в полковники, Певцов не пользовался авторитетом и уважением у однополчан, и через год, 18 марта 1798 года, удостоенный чина генерал-майора, был переведен в Екатеринбургский мушкетёрский полк шефом. В мае этого же года император Павел I провёл инспекцию русских войск на Урале и отметил хорошее состояние военной части, шефом которой был Певцов, за что последний был награждён орденом Св. Анны 1-й степени (28 сентября 1799 года). Произведенный 8 февраля 1800 года в генерал-лейтенанты, он был назначен инспектором дивизии, оставшись одновременно время шефом полка — и в этой должности находился до своей отставки 31 октября 1808 года, проживая всё это время в Екатеринбурге.
Умер А. С. Певцов в Санкт-Петербурге 10 ноября (по другим данным 19 ноября) 1812 года, был похоронен на Смоленском православном кладбище.
Был женат на Софье Карловне Модерах, начальнице Екатерининского училища в Москве, пережившей его на сорок лет. Упоминается дочь Клеопатра Аггеевна.

## Награды
- Награждён орденом Св. Анны 1-й степени.
- Также имел другие награды Российской империи.